# كريستين بروت
كريستين بروت (بالإنجليزية: Kirsten Prout)‏ هي ممثلة كندية، ولدت في 28 سبتمبر 1990 بفانكوفر في كندا. بدأت مشوارها المهني سنة 2000.

## أعمال

### أفلام
- (2005) إلكترا[4]
- (2010)  خسوف[5][6]
- (2014)  رود كيل

### مسلسلات
- كايل إكس واي
- لعبة الكذب

## وصلات خارجية
- كريستين بروت على موقع IMDb (الإنجليزية)
- كريستين بروت على موقع ألو سيني (الفرنسية)
- كريستين بروت على موقع أول موفي (الإنجليزية)
- كريستين بروت على موقع إن إن دي بي (الإنجليزية)
- كريستين بروت على موقع قاعدة بيانات الفيلم (الإنجليزية)
- كريستين بروت على موقع كينوبويسك (الروسية)